# Grigori Lakota
Grigori Lakota (n. 31 ianuarie 1883, Zadnistreanî, Raionul Sambir, Liov, Regiunea Liov, Ucraina – d. 12 noiembrie 1950, Abez labor camp⁠(d), RSFS Rusă, URSS) a fost un cleric greco-catolic ucrainean, din 1926 episcop vicar de Przemyśl. În anul 1946 a fost arestat de NKVD și exterminat într-un lagăr de muncă din apropiere de Vorkuta (la nord de cercul polar).

## Studiile
În data de 28 martie 1911 a obținut doctoratul în teologie la Universitatea din Viena, cu o teză despre semnificația Predicii de pe Munte în Evanghelia după Matei.

## Activitatea didactică
În anul 1913 a fost numit profesor la seminarul teologic greco-catolic din Przemyśl.

## Beatificarea
Papa Ioan Paul al II-lea l-a beatificat în anul 2001 și a instituit sărbătoarea sa pe 2 aprilie, împreună cu Mykolai Cearnețchi și fericiții martiri ai Bisericii Ucrainiene.

## În film
Biografia sa a inspirat filmul The Shoes of the Fisherman, în care personajul principal, episcopul Lakota (jucat de Anthony Quinn), este ales papă sub numele de Pius al XIII-lea, în plin Război Rece.
În realitate nu episcopul Lakota, ci arhiepiscopul Iosif Slipyj a supraviețiut detenției sovietice și a devenit cardinal în anul 1965.

## Galerie de imagini

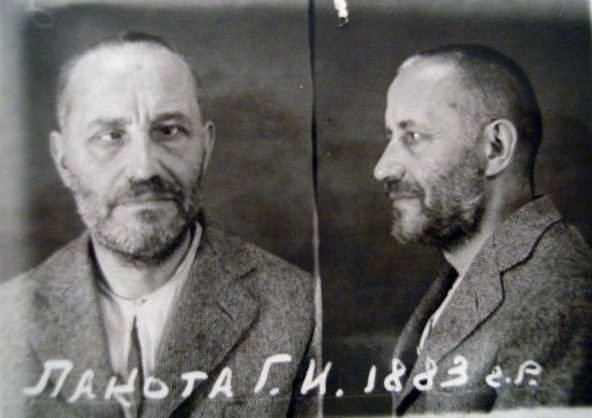
Fotografia episcopului Lakota în dosarul NKVD